# Parafia Wszystkich Świętych w Złakowie Kościelnym
Parafia Wszystkich Świętych w Złakowie Kościelnym – rzymskokatolicka parafia należąca do dekanatu Łowicz-Św. Ducha w diecezji łowickiej.
Erygowana w XIV w.
Miejscowości należące do parafii: Długie, Karsznice Duże, Karsznice Małe, Mastki, Niespusza-Wieś, Nowa Niespusza, Nowy Złaków, Przemysłów, Retki, Teresew, Wyborów, Złaków Borowy, Złaków Kościelny.